# XPW Hostile Takeover
XPW Hostile Takeover var et wrestling Pay Per View, produceret af Xtreme Pro Wrestling som deres første show på den amerikanske østkyst. En række tidligere ECW wrestlere dukkede derfor også op på showet, for at gøre karriere i XPW der så ud til for alvor at have erstattet ECW.

## 2000
XPW Hostile Takeover 2002 fandt sted d. 31. august 2002 i Philadelphia, Pennsylvania. Showet blev kommenteret af Kris Kloss. 
- Psicosis besejrede Super Crazy
- The Sandman og Pogo The Clown kæmpede uafgjort
- XPW Tag Team Championship: Damien 666 & Halloween besejrede The New Black Panthers
- XPW King of Deathmatches Championship: Supreme besejrede Hardcore Homo Angel
- Juventud Guerrera besejrede Chris Chetti
- Vic Grimes besejrede Little Guido & Altar Boy Luke
- XPW TV Championship: Kaos besejrede Chris Hamrick
- XPW World Heavyweight Championship: Shane Douglas besejrede Terry Funk